# Duddingtonia flagrans
Duddingtonia flagrans — вид грибів, що належить до монотипового роду  Duddingtonia.